# Chandelier Tree
Chandelier Tree (Svícnový strom) je památný solitérní strom ve Spojených státech amerických. Nachází se blízko Leggettu v okrese Mendocino County ve státě Kalifornie a je dostupný po silnici U.S. Route 101.
Strom patří k druhu sekvoj vždyzelená. Je vysoký 84 metrů a jeho výčetní tloušťka dosahuje 4,9 m. Stáří stromu se odhaduje na 2400 let. Je pojmenován podle toho, že tvar jeho koruny připomíná svícen. 
Ve třicátých letech dvacátého století byl u paty stromu vytesán tunel o výšce přes dva metry a šířce dva metry, který umožňuje projet skrz strom automobilem. Chandelier Tree roste na soukromém pozemku rodiny Underwoodovy nazvaném Drive-Thru Tree Park a jeho majitelé vybírají vstupné. V areálu se také nacházejí chatky na přespání a obchod se suvenýry. V turistické sezoně stromem projede až pět set vozů za den.
Záběr na strom se objevil v úvodních titulcích filmu Bláznivá dovolená. V roce 2022 Drive-Thru Tree Park vyhrál anketu cestovatelských tipů na serveru TripAdvisor.